# Gran Premi de Qatar de motociclisme de 2022

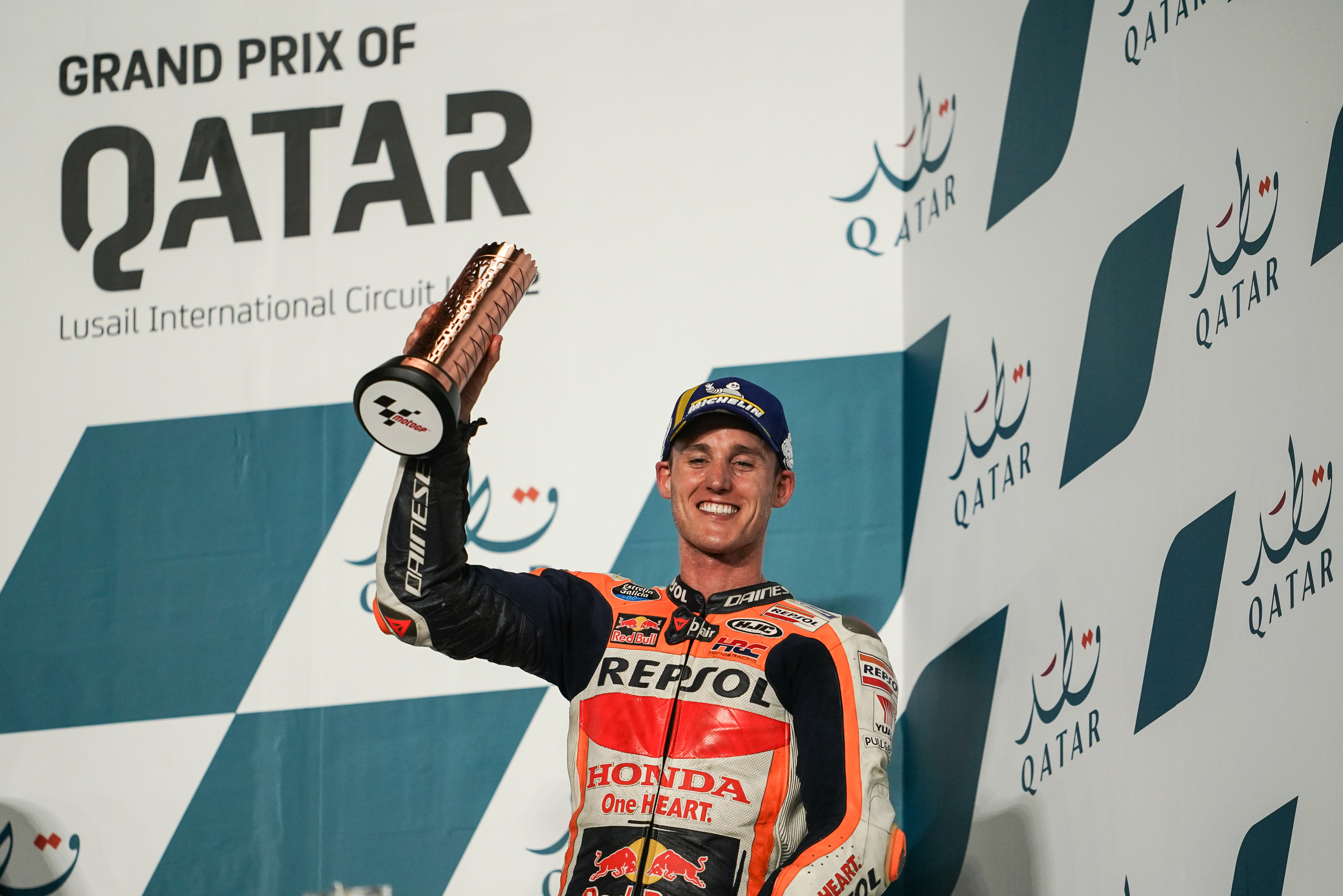
Pol Espargaró al podi de la competició de 2022.

El Gran Premi de Qatar de motociclisme de 2022, oficialment anomenat com a Grand Prix of Qatar, va ser la cursa inaugural de la temporada 2022 de motociclisme. És un gran premi disputat en llum artificial, ja que es corregué de nit al Circuit internacional de Losail, a ciutat de Doha (Qatar), en el cap de setmana del 4 al 6 de març de 2022.

## Resultats

### MotoGP
| Pos                          | No | Pilot                 | Moto    | Voltes | Temps     | Sortida | Punts |
| ---------------------------- | -- | --------------------- | ------- | ------ | --------- | ------- | ----- |
| 1                            | 23 | Enea Bastianini       | Ducati  | 22     | 42:13.198 | 2       | 25    |
| 2                            | 33 | Brad Binder           | KTM     | 22     | +0.346    | 7       | 20    |
| 3                            | 44 | Pol Espargaró         | Honda   | 22     | +1.351    | 6       | 16    |
| 4                            | 41 | Aleix Espargaró       | Aprilia | 22     | +2.242    | 5       | 13    |
| 5                            | 93 | Marc Márquez          | Honda   | 22     | +4.099    | 3       | 11    |
| 6                            | 36 | Joan Mir              | Suzuki  | 22     | +4.843    | 8       | 10    |
| 7                            | 42 | Álex Rins             | Suzuki  | 22     | +8.810    | 10      | 9     |
| 8                            | 5  | Johann Zarco          | Ducati  | 22     | +10.536   | 13      | 8     |
| 9                            | 20 | Fabio Quartararo      | Yamaha  | 22     | +10.543   | 11      | 7     |
| 10                           | 30 | Takaaki Nakagami      | Honda   | 22     | +14.967   | 16      | 6     |
| 11                           | 21 | Franco Morbidelli     | Yamaha  | 22     | +16.712   | 12      | 5     |
| 12                           | 12 | Maverick Viñales      | Yamaha  | 22     | +23.216   | 19      | 4     |
| 13                           | 10 | Luca Marini           | Ducati  | 22     | +27.283   | 17      | 3     |
| 14                           | 4  | Andrea Dovizioso      | Yamaha  | 22     | +27.374   | 20      | 2     |
| 15                           | 87 | Remy Gardner          | KTM     | 22     | +41.107   | 22      | 1     |
| 16                           | 33 | Darryn Binder         | Yamaha  | 22     | +41.119   | 24      |       |
| 17                           | 21 | Fabio Di Giannantonio | Ducati  | 22     | +41.349   | 21      |       |
| 18                           | 25 | Raúl Fernández        | KTM     | 22     | +42.357   | 23      |       |
| Ret                          | 89 | Jorge Martín          | Ducati  | 11     | Caiguda   | 1       |       |
| Ret                          | 63 | Francesco Bagnaia     | Ducati  | 11     | Caiguda   | 9       |       |
| Ret                          | 88 | Miguel Oliveira       | KTM     | 10     | Caiguda   | 14      |       |
| Ret                          | 73 | Àlex Márquez          | Honda   | 9      | Caiguda   | 18      |       |
| Ret                          | 72 | Marco Bezzecchi       | Ducati  | 6      | Caiguda   | 15      |       |
| Ret                          | 43 | Jack Miller           | Ducati  | 6      | Retirat   | 4       |       |
| Resultats oficials de MotoGP |    |                       |         |        |           |         |       |